# Capitone (Narni)
Capitone è una frazione del comune di Narni (TR).

## Geografia
Posizionata tra Narni ed Amelia, la frazione si trova a 397 m s.l.m. ed è popolata da 463 abitanti (dati Istat, 2001). Da essa si può godere di un vasto panorama, che abbraccia Narni, la sua zona industriale, Terni e tutta la conca.

## Storia
Il paese è stato per lungo tempo dominio della famiglia Capitone, che ne ha sempre mantenuto vivo l'orgoglio autonomistico, tuttora parzialmente esistente.
La posizione strategica tra le due città rivali l'ha resa soggetta ad un gran numero di saccheggi ed assalti, nel corso dei secoli.
Durante il Medioevo, rimase con fatica sotto il controllo di Narni e passò poi anche tra le soggezioni dello Stato della Chiesa.
Nel 1419 venne conquistata da Braccio da Montone e, per lui, difesa da Erasmo da Narni contro l'assalto di Attendolo Sforza . È citato in un editto della Repubblica Romana napoleonica (di cui faceva parte, nel cantone di Narni) come "Capetone". Solo nel XVI secolo tornò narnese; in seguito, fu comune autonomo fino al  1875 quando fu accorpato dall'attuale comune che all'epoca faceva parte della provincia di Perugia.

## Economia e manifestazioni
Verso la fine di luglio vi si svolge la Festa di S. Andrea, durante la quale è anche organizzato un concorso ippico.

## Monumenti e luoghi d'interesse
- Resti della cinta muraria di difesa, con una porta a doppio arco aperta sotto un torrione quadrangolare;
- Torre di avvistamento, fuori dal centro storico, attualmente inserita in una fattoria.

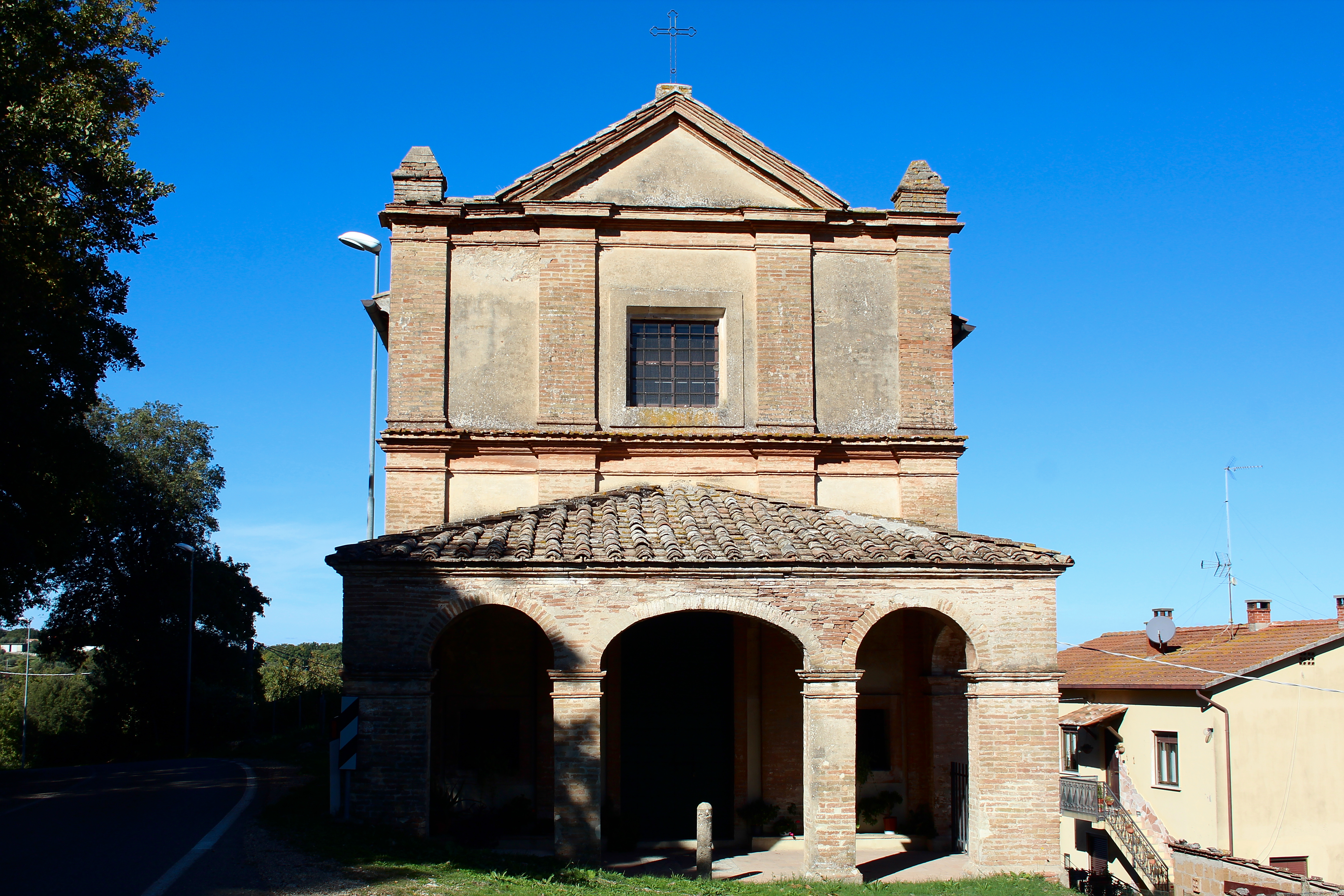
Madonna delle Sbarre
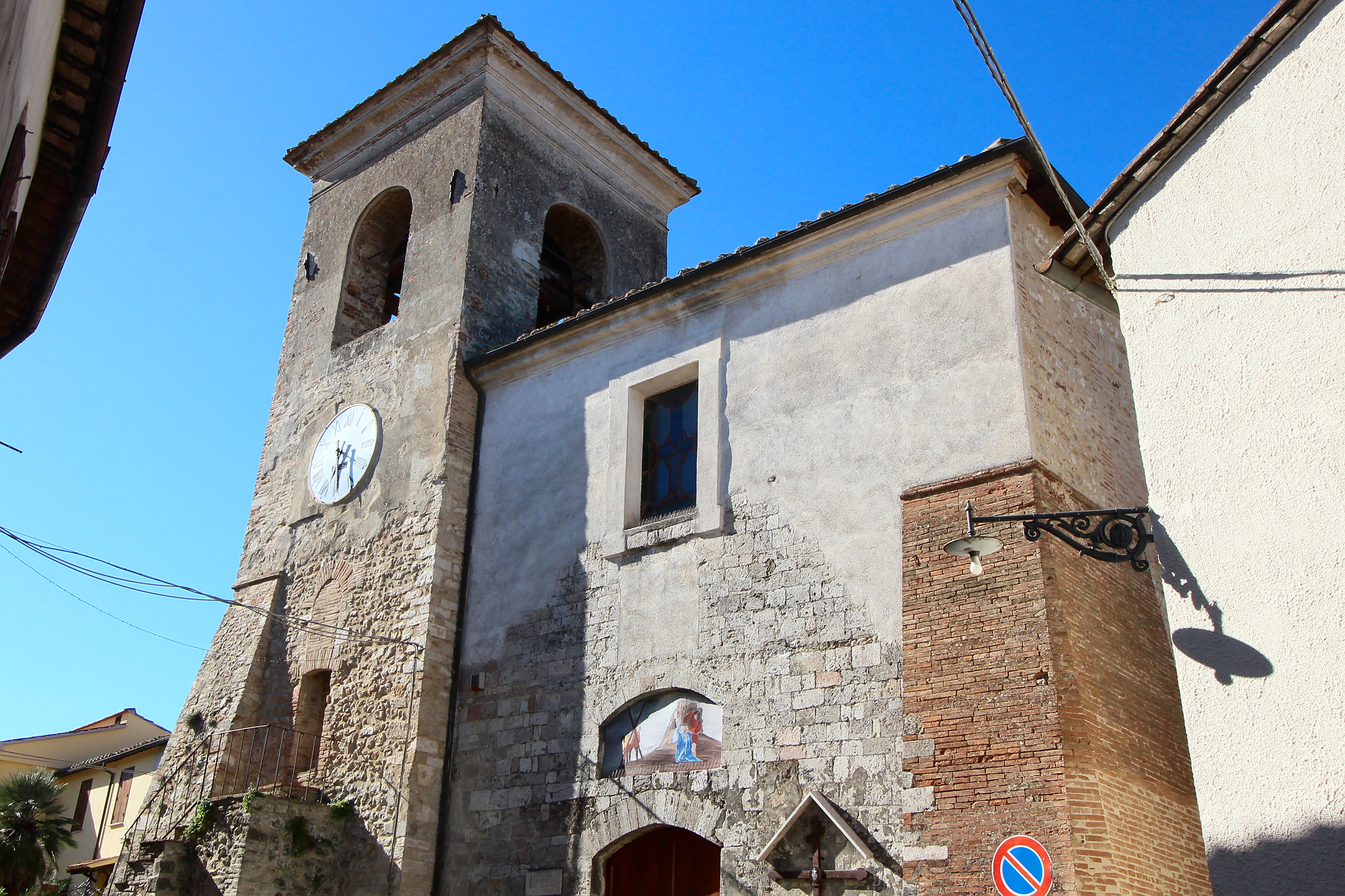
Sant'Andrea
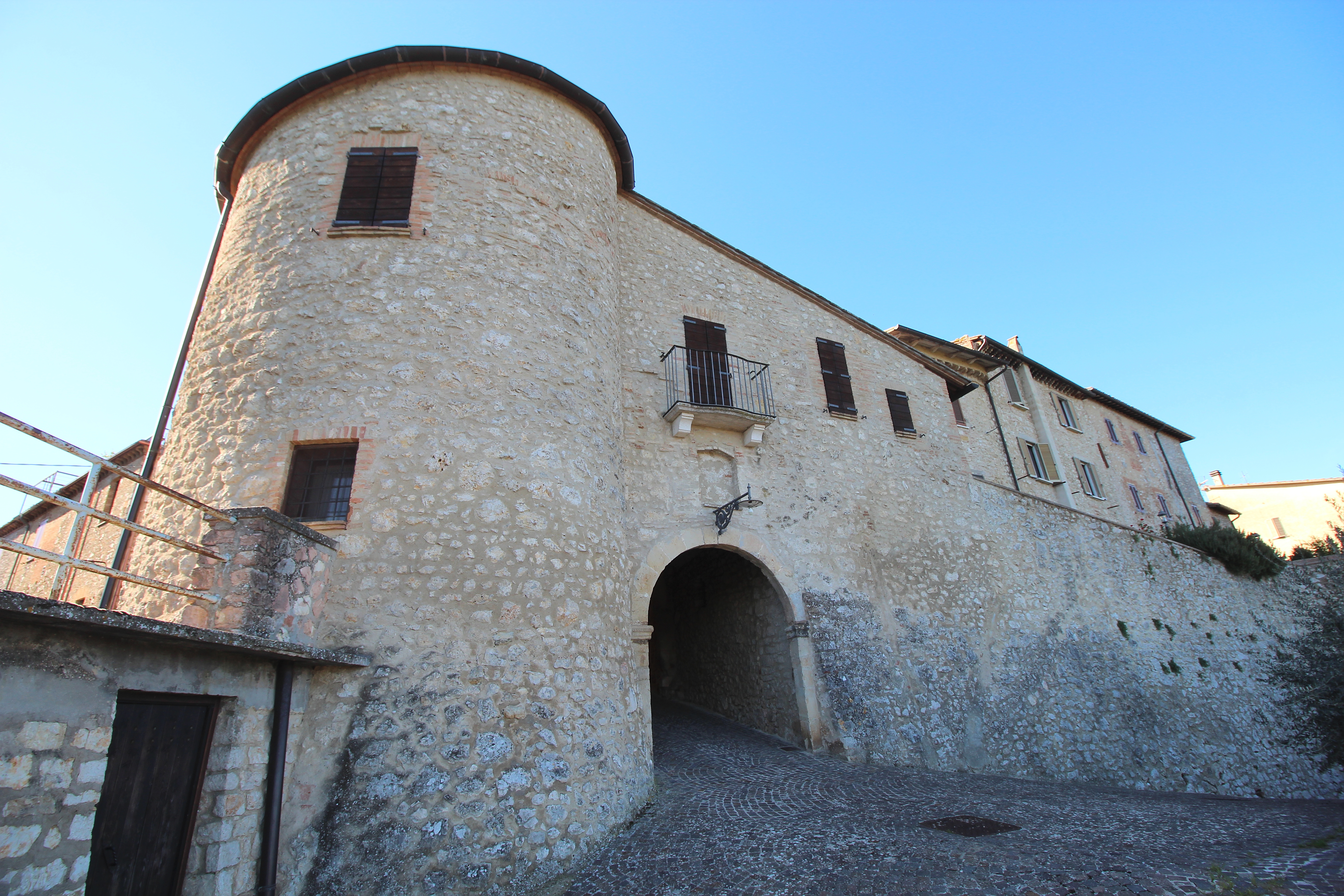
Le mura di Capitone

## Sport
- A.S. Capitone (calcio)
- Gruppo ciclistico Ameria 2000